# Patrice de Camaret
Patrice de Camaret (Rio de Janeiro, 2 de janeiro de 1952) é um empresário e filantropo franco-brasileiro com investimentos em diferentes áreas. É fundador do Instituto ABCD, organização que apoia o desenvolvimento de pessoas com dislexia no Brasil.
É filho da brasileira Maria Theodora de Camaret e do francês Michel de Camaret, diplomata, político e militar que participou do Dia D na Segunda Guerra Mundial. Depois de passar a infância no Brasil, completou seus estudos na França e, em 1971, cursou a London School of Economics, na Inglaterra.
Em 1981, o empresário retornou ao Brasil e passou a trabalhar na Coinbra S/A, subsidiária da Louis Dreyfus Company especializada em commodities. Casou-se três anos depois com Daniela Amaral Crespi, da qual é divorciado e com quem teve dois filhos: Alexis e Nicolas de Camaret, diretor executivo do Instituto ABCD que superou a dislexia.
Em março de 2020 casou-se com Ana Cecilia Nabuco de Magalhães Lins.
Em 2003, Patrice de Camaret se tornou CEO da Louis Dreyfus Commodities, deixando a companhia em 2005 para fundar a Lentikia Capital, gestora de recursos comprada, em 2009, pelo BTG Pactual. 
Em 2010, com Gerard William Louis Dreyfus, o investidor fundou a Sierentz LLC, uma nova operação em commodities na qual permaneceu até 2014. Desde então, por meio da Squanto Cayman, está envolvido em investimentos e operações comerciais em áreas como commodities, fundos de cobertura, private equity, transporte, agricultura e mercado imobiliário.
Na área filantrópica, além de doações diretas, Patrice de Camaret apoia projetos sem fins lucrativos de educação e pesquisa financiados pelo The ABCD Charitable Trust, do Reino Unido, entre eles o Instituto ABCD e o Y-Mind, no Brasil; The British Dyslexia Association, na Inglaterra; e John Hopkins Institute, nos Estados Unidos.          